# Atérien
Mit dem Begriff Atérien wird eine Kultur der Spätsteinzeit (englisch Late Stone Age) im nördlichen Afrika bezeichnet, die etwa von 150.000 bis 35.000, bei anderen Autoren bis 18.000 oder gar 10.000 Jahren vor heute andauerte. Ihr Verbreitungsgebiet ist die gesamte Nord- und Mittel-Sahara, besonders das östliche Algerien, im Süden bis zum 18. Breitengrad reichend. Benannt wurde das Atérien nach der Fundstelle Bir Al Ater in Algerien. Im Osten unterscheidet sich Ägypten durch ein Levallois- und Moustero-Levallois-Fundinventar deutlich von den Gebieten des Atérien.

## Steinwerkzeuge /Lithisches Inventar
Die Feuerstein-(Silex)geräte des Atérien waren leichter und kleiner als die bisherigen Werkzeuge. Typische Funde sind erstmals Stielspitzen (sogenannte Atérien-Spitzen), Kratzer, Schaber, Bohrer und Stichel. Der Stielfortsatz dürfte zur Schäftung der Geräte in Holz oder Knochen gedient haben.

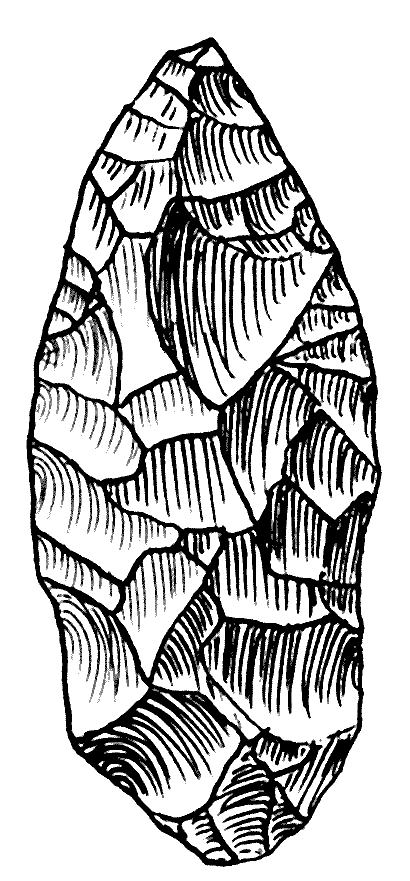
Blattspitze
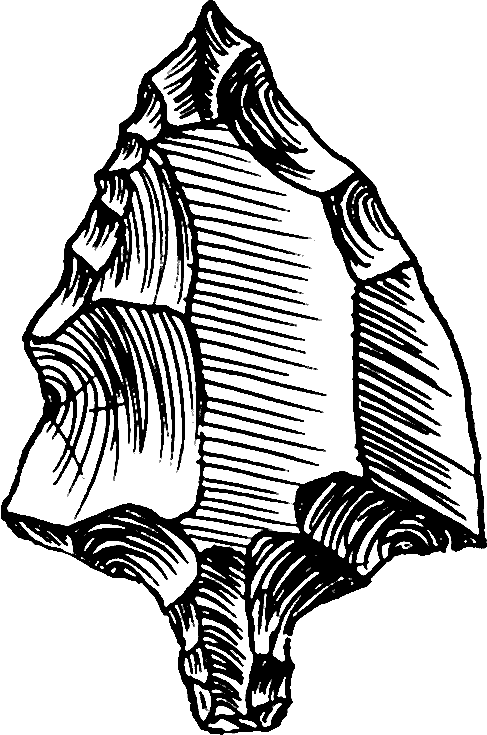
Atérien-Spitze
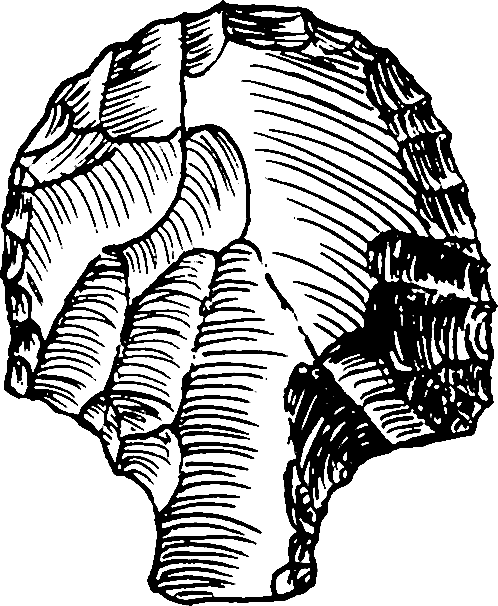
Schaber

## Umwelt und Wirtschaftsweise
Die Menschen des Atérien waren Jäger und Sammler. Die Fauna in dieser Zeit ist heute typisch für Savannen (Elefant, Nashorn, Giraffe, Löwe, Antilope), allerdings damals in einem kühleren, feuchten Klima in einer Landschaft mit offenen Laubwäldern.

## Kulturelle Einordnung
Träger der Atérien-Kultur waren nicht – wie früher angenommen – Neandertaler, deren Anwesenheit in Afrika neuerdings insgesamt in Zweifel gezogen wird, sondern der anatomisch moderne Mensch (Homo sapiens), wie anhand mehrerer Fundplätze in Marokko (Témara, Mugharet el'Aliya, Dar es Soltane 2 und El Harourader) belegt werden kann. Funde aus der Zeit vor dem Atérien wurden als End-Acheuléen bestimmt, an einigen Orten fanden sich Levallois-Funde, so dass hier sicher von einer Besiedlungslücke auszugehen ist. Erstmals nach einem einheitlich über ganz Afrika verbreiteten Acheuléen zeigt sich hier eine klare räumliche Gliederung unterschiedlicher Kulturen auf diesem Kontinent. Auf das Atérien folgte die Kultur des epipaläolithischen Capsien, im Nordwesten lag dazwischen noch das Ibéromaurusien. Unklar ist noch, ob es auch eine Besiedlungslücke zwischen diesen beiden Kulturen aufgrund zu trockenen Klimas in der Sahara gegeben hat.